# Perborat de sodi
El perborat de sodi (PBS) és un compost químic, blanc inodor, soluble en aigua amb la fórmula química NaBO₃. Cristal·litza com a monohidrat, NaBO₃·H₂O, trihidrat, NaBO₃·3H₂O i tetrahidrat, NaBO₃·4H₂O. Les formes monohidrat i tetrahidrat són importants comercialment. La unitat estructural elemental del perborat de sodi és un anió dímer B₂O₄(OH)₄2–, en la qual dos àtoms de bor estan units per ponts peroxo en un anell dins de les conformacions ciclohexans. L'anió perborat és un oxidant, com el permanganat, l'aigua oxigenada, el lleixiu o altres.

## Usos industrials
El perborat de sodi monohidratat es fa servir en l'elaboració de productes com els detergents en pols, emblanquinador químic, emblanquinador de color, fabricació de certs vidres i d'alguns plàstics.

## Característiques
El perborat de sodi monohidratat pot emblanquinar i generar oxigen en una solució aquosa només quan aquesta arriba a una temperatura igual o superior a 60 °C. En el cas d'una solució detergent, l'acció oxidant que produeix l'emblanquinament es desenvolupa per l'acció de l'alliberament d'oxigen de la molècula de perborat. Una altra manera de produir l'alliberament d'oxigen, és afegir al producte acabat o a la solució de rentat un activador de perborat, més conegut com a TAED. (el perborat també allibera oxigen al mesclar-se amb el lleixiu la qual és una dissolució d'hipoclorit de sodi)

## Funcions i aplicacions
Aquest compost, combinat amb àcid clorhídric (HCl) es transforma en una mescla corrosiva, que ataca de forma ràpida el coure. Per això aquesta mescla (senzilla i econòmica) s'ha transformat en un dels àcids més comuns per a fer els circuits impresos, concretament en la fase final de l'atac químic.